# 克莱德·珀内尔
克莱德·珀内尔（英語：Clyde Purnell，1877年5月14日—1934年8月14日），英国男子足球运动员，司职前锋。他曾代表英国国家队参加1908年夏季奥林匹克运动会足球比赛，获得一枚金牌。